# The World According to RZA
The World According to RZA è il terzo album solista di RZA, produttore e rapper del Wu-Tang Clan e vede la partecipazione di rapper provenienti da molte nazioni.

## Tracce
1. RZA - Intro
2. Feven - Mesmerize
3. Petter - Det E Sa Jag Kanner
4. Scandinavian Allstars - On Tha Ground (RZA feat. Diaz, Petter & Feven)
5. RZA feat. Diaz - The North Sea
6. RZA - Saïan Intro
7. RZA feat. Saïan supa crew - Saïan
8. Bams - Please, Tends L'oreille
9. Nap - Warning
10. Passi - Dedicace
11. RZA feat. IAM - Seul Face à Lui
12. Xavier Naidoo feat. Deborah Cox - Souls on Fire
13. Curse - Ich Weiss (On My Mind)
14. Afrob & Sékou - Black Star Line-Up
15. RZA feat. Xavier Naidoo - I've Never Seen ...
16. RZA feat. Blade, Skinnyman & Mr Tibbs - Boing, Boing
17. Bronz'n'blak - Make Money, Money
18. Frankie hi-nrg mc - Passaporto per resistere
19. Fuat, Bektas & Germ - Uzathan Gelen Ses